# Túmulos em Cassubi
Os Túmulos em Cassubi, oficialmente registrados pela UNESCO como Túmulos dos Reis do Buganda em Cassubi, situam-se numa colina (a colina de Cassubi) da capital do Uganda, Campala. Consistem em quatro túmulos erigidos em 1882 e convertidos em local de enterro em 1884. Foram adicionados à lista de Património Mundial em 2001. Em 16 de março de 2010, um incêndio cuja causa não é conhecida quase os destruiu.
Entrou na lista do património mundial em perigo em 2010, sendo retirado em 2023 após intervenção